# 安托法加斯塔大教堂
安托法加斯塔大教堂（西班牙語：Catedral de Antofagasta）是位於智利北部安托法加斯塔的羅馬天主教堂建築 ，教堂為新哥特風格，內有彩色玻璃花窗，建於1907年至1917年之間。